# Jipijapa (canton)
Pour les articles homonymes, voir Jipijapa (homonymie).
Jipijapa est un canton d'Équateur situé dans la province de Manabí.